# Whatcha Gonna Do About It
"Whatcha Gonna Do About It" is de eerste single van de Britse rockgroep Small Faces. Decca Records gaf deze op 6 augustus 1965 uit. Op de B-kant stond een vertolking van het door Joy Byers en Clyde Otis geschreven liedje "What's a Matter Baby". De single bereikte de veertiende plaats in de Britse hitlijst. In mei 1966 verscheen "Whatcha Gonna Do About It" tevens als albumnummer op Small Faces. Steve Marriott en Ronnie Lane schreven de melodie, waarbij ze zich lieten inspireren door het Solomon Burke-liedje "Everybody Needs Somebody to Love". Ian Samwell verzorgde de muzikale productie en schreef samen met Brian Potter de rest van het liedje.

## Musici
- Steve Marriott - zang, gitaar
- Ronnie Lane - basgitaar, zang
- Jimmy Winston - toetsen
- Kenney Jones - drums

## Hitnotering

### UK Singles Chart
| Hitnotering: 04-09-1965 t/m 26-11-1965 | Hitnotering: 04-09-1965 t/m 26-11-1965 | Hitnotering: 04-09-1965 t/m 26-11-1965 | Hitnotering: 04-09-1965 t/m 26-11-1965 | Hitnotering: 04-09-1965 t/m 26-11-1965 | Hitnotering: 04-09-1965 t/m 26-11-1965 | Hitnotering: 04-09-1965 t/m 26-11-1965 | Hitnotering: 04-09-1965 t/m 26-11-1965 | Hitnotering: 04-09-1965 t/m 26-11-1965 | Hitnotering: 04-09-1965 t/m 26-11-1965 | Hitnotering: 04-09-1965 t/m 26-11-1965 | Hitnotering: 04-09-1965 t/m 26-11-1965 | Hitnotering: 04-09-1965 t/m 26-11-1965 | Hitnotering: 04-09-1965 t/m 26-11-1965 |
| Week:                                  | 1                                      | 2                                      | 3                                      | 4                                      | 5                                      | 6                                      | 7                                      | 8                                      | 9                                      | 10                                     | 11                                     | 12                                     |                                        |
| -------------------------------------- | -------------------------------------- | -------------------------------------- | -------------------------------------- | -------------------------------------- | -------------------------------------- | -------------------------------------- | -------------------------------------- | -------------------------------------- | -------------------------------------- | -------------------------------------- | -------------------------------------- | -------------------------------------- | -------------------------------------- |
| Positie:                               | 42                                     | 33                                     | 29                                     | 22                                     | 19                                     | 15                                     | 14                                     | 19                                     | 18                                     | 26                                     | 32                                     | 42                                     | uit                                    |